# Solsirépifpan
Solsirépifpan ou Sol-Si-Ré-Pif-Pan est le sobriquet sous lequel se fit connaître une célébrité de la rue parisienne, aujourd'hui oubliée du grand public.
Il fut sous le Premier Empire le premier homme-orchestre de Paris. Il était également chanteur.

## Description
Charles Yriarte écrit en 1868 dans son ouvrage consacré aux célébrités de la rue parisienne :
SOLSIRÉPIFPAN
PREMIER HOMME-ORCHESTRE
1810-1820
« 
Je suis sûr que l'homme-orchestre (1850-1855), dont on trouvera la biographie plus loin, se croyait un hardi novateur et un inventeur plein d'imagination ; quelle stupéfaction s'il eût vu le beau dessin de Carle Vernet, représentant le créateur du genre, celui qui, sous l'Empire, avait imaginé de charmer les promeneurs des Tuileries et des Champs-Élysées, en se transformant en orchestre ambulant, par une combinaison telle que chacun de ses mouvements correspondait à une percussion ou à un frottement.
Admirez d'abord le costume qui dit si bien l'époque : le casque est complice lui-même, malgré son air bon enfant, car son pompon est orné de petites sonnettes ; l'habit, dont le collet extravagant monte jusqu'aux oreilles, est couleur amadou : le pantalon collant, à pont et orné de brandebourgs, est bleu clair.
Solsirépifpan, puisque c'est ainsi que l'appellent ses contemporains, joue d'une flûte de Pan qui est à portée de ses lèvres et dissimulée sous les revers de son habit ; sa main droite taquine une guitare, tandis que l'avant-bras gauche, serré par une courroie à laquelle s'attache un tampon, frappe une grosse caisse suspendue dans le dos par une bandoulière passée de l'épaule droite au côté gauche ; une corde, passée au même bras gauche et suspendue aussi à l'extrémité de la mandoline, retient à la hauteur du genou un triangle frappé par un manche attaché au mollet droit au-dessus des malléoles, à l'endroit où s'attachent les pieds, sont fixées deux cymbales, de façon à pouvoir produire une percussion en rapprochant les genoux.
Cet ingénieux musicien tourmentait donc à lui seul six instruments, un de moins que le vieux soldat des Champs-Élysées ; il a eu le plus grand succès alors qu'il hantait les différentes promenades. Il ne se bornait pas à la partie instrumentale, il chantait et dominait de sa voix aiguë le bruit de son orchestre. Bénissons l'esprit de tradition qui nous a conservé les titres des morceaux avec lesquels il charmait la foule. Son premier air favori était la cavatine de la Rosière : Ma barque légère portait mes filets ; il avait aussi imaginé des vers innocents qu'il chantait sur l'air du mineur de l'andante d'Armide :
Malgré notre misère, 

Et navré de douleur, 

Nous bravons, pour vous plaire, 

La honte du malheur.

Ayez de l'indulgence, 

Sensibles amateurs, 

Avec peu de dépense 

Soyez nos bienfaiteurs.
Gouriet, qui m'inspire la plus grande confiance, parce que tous les renseignements que j'ai trouvés corroborent ses assertions, assure que Solsirépifpan n'était pas sans talent.
 »

## Source
- Charles Yriarte, Les Célébrités de la rue... (Nouvelle édition augmentée de sept types nouveaux), É. Dentu, Paris 1868, pp. 26-29.